# Gran Aliança
La Gran Aliança era una coalició europea, que van formar, en diverses èpoques Àustria, Bavària, Brandenburg, Anglaterra, el Sacre Imperi Romanogermànic, el Palatinat electoral del Rhin, Portugal, Saxònia, Espanya, Suècia, i les Províncies Unides Holandeses. L'organització, fundada en 1686 era coneguda com la Lliga d'Augsburg, i com la "Gran Aliança", després que Anglaterra entrés a formar part de la Lliga (el 1689).
La Lliga es va formar oficialment al voltant de Leopold I del Sacre Imperi Romanogermànic, seguint el consell de Guillem III d'Orange. El motiu principal per a la creació de la lliga era defensar el Palatinat de França. Aquesta organització va lluitar a la Guerra de la Gran Aliança contra França de 1688 a 1697.
L'Aliança es va formar dos cops. Entre 1689 i 1698 va lluitar a la Guerra dels Nou Anys contra França. Després del Tractat de la Haia signat el 7 de setembre de 1701 va passar a una segona fase amb el nom de l'Aliança de la Guerra de Successió Espanyola. La Guerra va acabar després de la victòria política tory el 1710 a la Gran Bretanya, que va portar al Tractat d'Utrecht -la pau amb França que va concedir la corona d'Espanya al candidat francès però dividia els territoris externs d'Espanya. A Espanya la guerra va continuar fins a la desfeta de Barcelona, l'11 de setembre de 1714.
Entre 1689 i 1721 -al final de la Gran Guerra del Nord que havia començat en 1700- la noció del concepte "europeu" va evolucionar, reflectint-se en moltes portades en les quals Europa semblava com la paraula central.
El final de la Gran Aliança va ser degut principalment a una insatisfacció creixement entre la població britànica que havia de finançar les guerres a l'estranger. La doctrina d'equilibri de poder finalment va resultar, tanmateix, de les guerres que Gran Bretanya era capaç als tant de començar com acabar, pels seus propis mitjans. La Gran Aliança (i les guerres en les quals va lluitar l'Aliança) també va contribuir a donar un sentit nou de com es lluitaria en endavant a les guerres. El peatge de morts de les batalles i setges més importants va ser enorme, tot i així cap de les tres guerres en les quals es va lluitar des de 1689-1721 no va portar la repetició de les atrocitats de la Gran guerra alemanya (la Guerra dels Trenta Anys) a primers del segle xvii. Encanvi, els generals de la Gran Aliança es van convertir en herois d'una Europa "civilitzada fins i tot en guerra" - una il·lusió que duraria fins als primers dies de la Primera Guerra Mundial.